# Falkengruppe
Die Falkengruppe ist eine Gebirgsgruppe im Karwendel, die der Nördlichen Karwendelkette östlich vorgelagert ist. Im Süden verbindet sie das Spielissjoch (1773 m ü. A.) mit der Hinterautal-Vomper-Kette. Der höchste Gipfel der Gruppe ist der Laliderer Falk (2427 m ü. A.).
Der einzige ohne schwierigere Kletterei zu erreichende höhere Gipfel der Falkengruppe ist der Steinfalk (über den Südgrat, Stellen I). Die leichtesten Aufstiege auf die übrigen Gipfel sind meist IIer-Routen. Die Übergänge zwischen den einzelnen Gipfeln sind mit Ausnahme von Steinfalk–Mahnkopf immer mit Klettereinlagen im II. bis IV. Grad verbunden.
Das von der Falkengruppe umschlossene Falkenkar endet in der Grünen Rinnscharte, die als Ausgangspunkt für die Besteigung des Risser Falken und des Übergangs vom Falkenkar zum Steinfalk dient. Für Touren in der Falkengruppe bietet sich insbesondere die Falkenhütte als Stützpunkt an.
Wichtige Gipfel (von Norden nach Süden)
- Kleiner Falk (2190 m ü. A.)
- Totenfalk (2131 m ü. A.)
- Turmfalk (2200 m ü. A.)
- Risser Falk (2413 m ü. A.)
- Laliderer Falk (2427 m ü. A.)
- Steinfalk (2347 m ü. A.)
- Mahnkopf (2094 m ü. A.)
- Ladizköpfl (1920 m ü. A.)